# Altenhagen (Hagen)

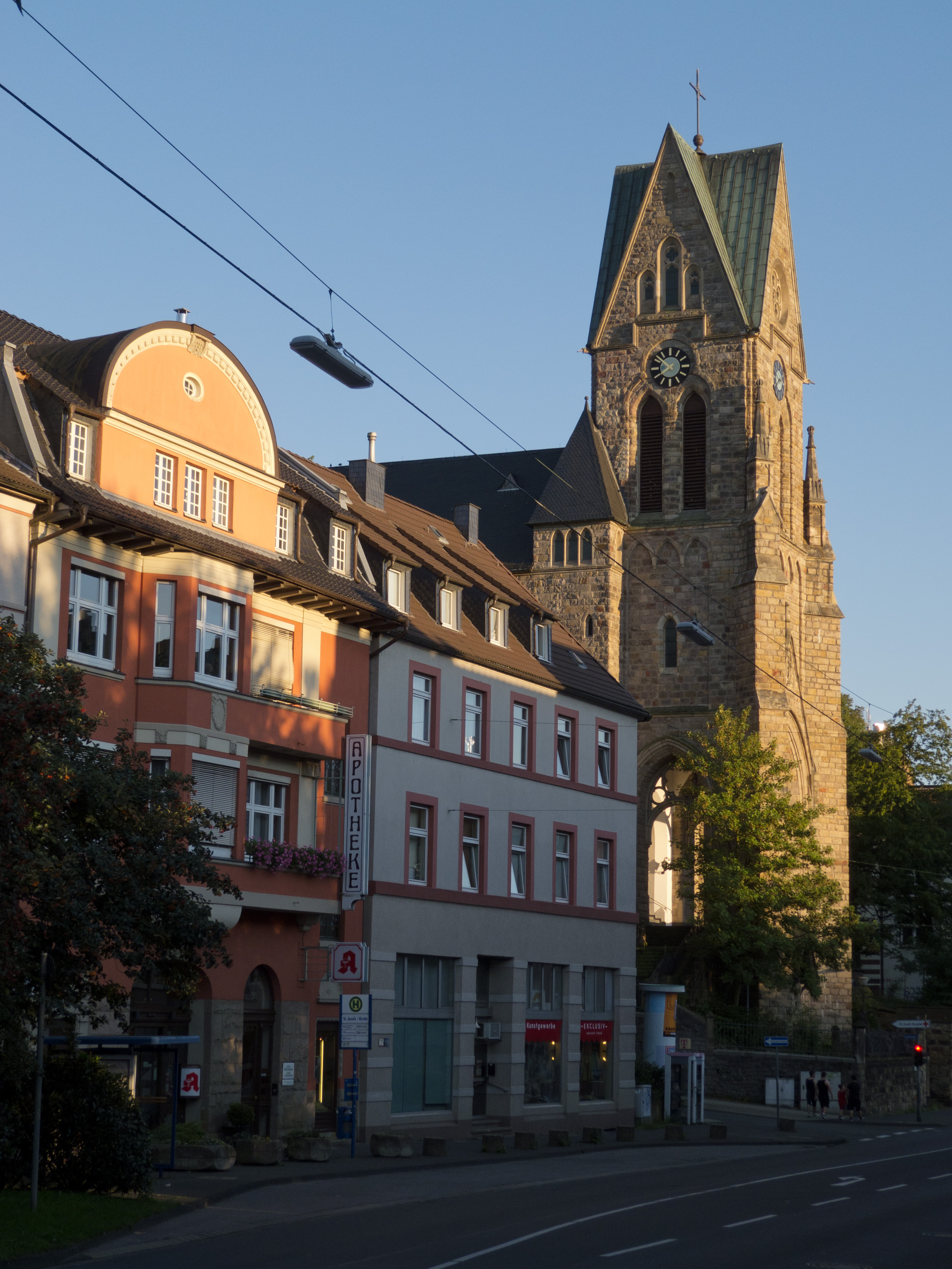
Altenhagener Straße mit Turm der St. Josephs Kirche (2011)

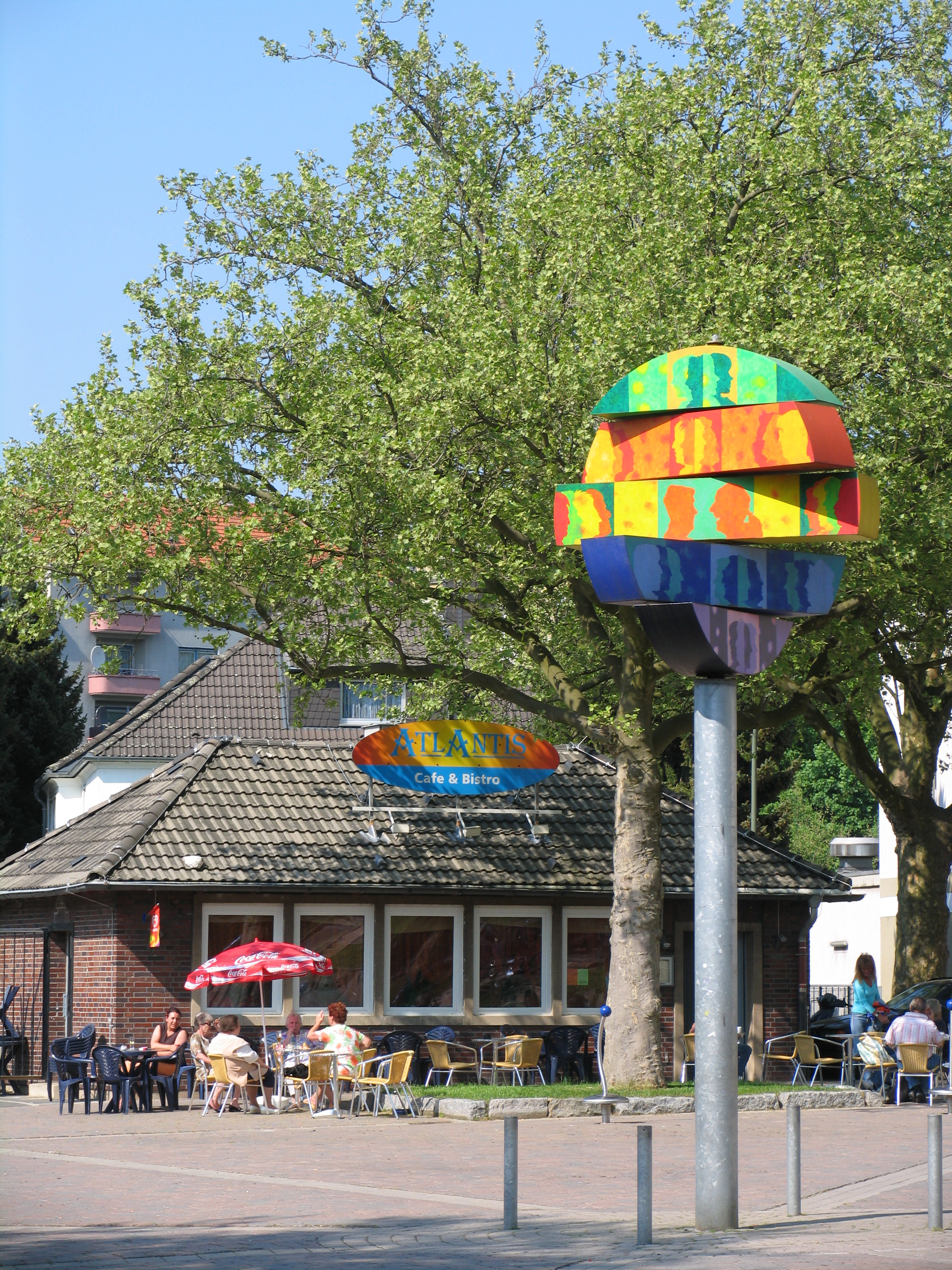
Marktplatz in Altenhagen (2006)

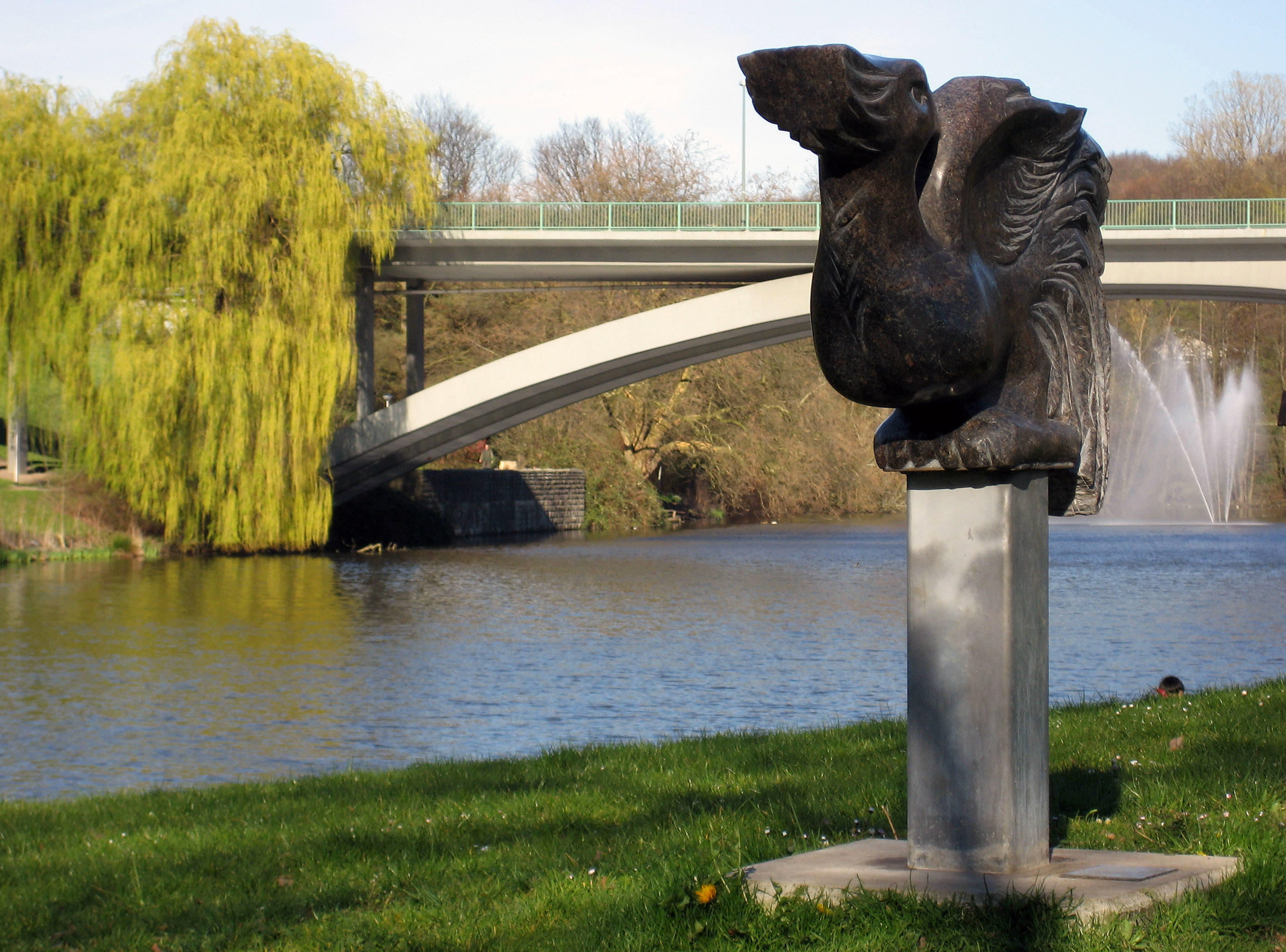
Phönix-Skulptur am Ischelandteich (2007)

Altenhagen ist ein Stadtteil im Stadtbezirk-Mitte der kreisfreien Großstadt Hagen in Nordrhein-Westfalen und gliedert sich in die Wohnbezirke Altenhagen-Nord und Altenhagen-Süd. Der Stadtteil hat 19.601 Einwohner (2024).

## Geschichte
Altenhagen ist der älteste Stadtteil Hagens. Forscher sehen in dem Rittergut Altenhagen, welches nahe der Altenhagener Brücke lag, aber dessen letzte Reste im 19. Jahrhundert dem Bau der Strecke der Bergisch-Märkischen Eisenbahn weichen mussten, die Keimzelle der Besiedelung des Hagener Stadtgebietes.
Das „Haus Altenhagen“ war eines der bedeutendsten und ältesten Adelssitze in Hagen. Es lag in der Nähe der dortigen Volmebrücke und war ursprünglich ein Volmersteiner Lehen, zu dem neben einer Reihe von Höfen unter anderem auch noch Marken-, Jagd- und Fischereirechte sowie der Brückenzoll von der wichtigen Altenhagener Brücke gehörte. In spätmittelalterlicher Zeit war das niederadelige Geschlecht von Düding mit dem Haus Altenhagen belehnt und dort auch ansässig.
Altenhagen gehörte ehemals zur Bauerschaft Eckesey und im Kirchspiel und Gericht Hagen zur Grafschaft Mark. Im Schatzbuch der Grafschaft Mark von 1486 werden in der Eckeseyer Burschop von den 11 steuerpflichtigen Hofbesitzern ein Schulte to Oldenhagen mit einer Abgabe von 2 Goldgulden genannt.
Seit 1901 ist Altenhagen ein Stadtteil der Stadt Hagen. Altenhagen war ehemals ein sogenanntes Fabrikantenviertel, wo viele große Industrielle der Stadt ihren Wohnsitz hatten, so zum Beispiel Carl Brandt oder Söding und Halbach. Durch die vergleichsweise geringe Zerstörung im Zweiten Weltkrieg sind sehr viele schöne Gründerzeithäuser erhalten geblieben. Eines der größten Unglücke Hagens passierte 1913 auf der Altenhagener Straße, als in Höhe der Alleestraße eine vollbesetzte Straßenbahn den damals unbemauerten Abhang zum Bahnhof hinabstürzte und 15 Todesopfer zu beklagen waren.

## Bevölkerung
Am 31. Dezember 2024 lebten 19.601 Einwohner in Altenhagen.
Strukturdaten der Bevölkerung in Altenhagen (2024):
- Bevölkerungsanteil der unter 20-Jährigen: 26,2 % (Hagener Durchschnitt: 20,5 %)[5]
- Bevölkerungsanteil der mindestens 60-Jährigen: 21,1 % (Hagener Durchschnitt: 29,0 %)[6]
- Ausländeranteil: 41,5 % (Hagener Durchschnitt: 24,3 %)[7]

## Struktur
Altenhagen erstreckt sich zwischen der Altenhagener / Brinkstraße im Westen, der Feithstraße im Norden, entlang Höing-Festplatz und Funcke-Park im Osten und dem Märkischen Ring bis hinunter zur Altenhagener Brücke im Süden.
Der Ortsteil Altenhagen ist durch seine Nähe zum Hagener Güterbahnhof auf der einen Seite und den Grüngürtel zum Ortsteil Boelerheide auf der anderen Seite gekennzeichnet. Das bedeutete, dass zwischen den Weltkriegen entlang der Bahnlinie dicht bebaute Wohnviertel mit hohem Anteil an Arbeiterfamilien entstanden sind, während nach Südosten hin jenseits des Altenhagener Marktplatzes eine aufgelockerte Bauweise mit sozial gehobeneren Strukturen vorherrschte. Hauptsächlich besteht Altenhagen aus Bauten aus der Gründerzeit sowie aus den 1950er und 1960er Jahren.

## Strukturwandel
Nach dem Zweiten Weltkrieg veränderten sich die Wohnstrukturen entlang der Bahnlinie. Bevorzugt sozial benachteiligte Familien mit niedrigem Einkommen zogen zu, der Anteil von Sozialhilfeempfängern mit niedrigem Einkommen und von alleinerziehenden Elternteilen stieg an. Zusätzlich war ein starker Zuzug von ethnischen Minderheiten zu verzeichnen. Der Anteil von Ausländern und Deutschen hält sich fast die Waage.
Ende der 1990er Jahre bildete sich – als Gegenbewegung gegen die zunehmenden Konflikte im Viertel – ein Verein und Institutionenforum, das unterstützt vom Land Nordrhein-Westfalen inzwischen verschiedenen Maßnahmen mit dem Ziel der Strukturverbesserung eingeleitet hat, so zum Beispiel den Umbau des alten Marktplatzes zum Friedensplatz, der sich mittlerweile zur ethnisch geprägten Begegnungsstätte entwickelt hat.
Im Rahmen des Städtenetzes ‚Soziale Stadt NRW‘ wurde Altenhagen im September 2003 in das Programm „Lokales Kapital für soziale Zwecke (LOS)“ – Modellvorhaben des Bundesministeriums für Familie, Senioren, Frauen und Jugend (BMFSFJ) und des Europäischen Sozialfonds (ESF) aufgenommen. Hier soll die Beschäftigungsfähigkeit von Menschen unterstützt und erhöht werden. Das Programm lief im Juni 2006 aus.